# Кокемяэнйоки
Ко́кемяэнйоки (фин. Kokemäenjoki или Ку́мо швед. Kumo älv) — река в областях Пирканмаа и Сатакунта, в Финляндии.
Длина её составляет 121 километр. Бассейн реки равен 27 046 км² и включает в себя территорию расположения озёр в южной Финляндии.
Истоки Кокемяэнйоки находятся близ города Ваммала, где река вытекает из озера Лиэковеси и течёт на запад через области Пирканмаа и Сатакунта, впадая в Ботнический залив Балтийского моря возле города Пори.
Устье реки Кокемяэнйоки является самым широким в Северной Европе.

## Экологическое состояние
В июле 2014 года авария на заводе в районе Харьявалта, привела к выбросу ~66 тонн загрязнённых вод, содержащих никель. В результате содержание никеля в реке превышало обычные показатели в 400 раз. Самое крупное в истории Финляндии никелевое загрязнение повлияло на экосистему реки, приведя к гибели тысяч моллюсков.